# Selho São Lourenço e Gominhães
Selho São Lourenço e Gominhães (llamada oficialmente União das Freguesias de Selho São Lourenço e Gominhães) es una freguesia portuguesa del municipio de Guimarães, distrito de Braga.

## Historia
Fue creada el 28 de enero de 2013 en aplicación de una resolución de la Asamblea de la República de Portugal promulgada el 16 de enero de 2013 con la unión de las freguesias de Gominhães y São Lourenço de Selho, pasando su sede a estar situada en la antigua freguesia de São Lourenço de Selho.

## Demografía
| Gráfica de evolución demográfica de Selho São Lourenço e Gominhães entre 2011 y 2021 |
|                                                                                      |
| Datos según el nomenclátor publicado por el INE portugués.                           |